# مسجد كومانوفو القديم
مسجد كومانوفو القديم (بالتركية الحديثة: Eski Camii) أو جامع سنان تتر باشا (بالمقدونية: Татар Синан Бег Џамија، وبالألبانية: Xhamia Sinan Tatar Pasha) هو مسجد في مدينة كومانوفو بجمهورية مقدونيا الشمالية، بُني سنة 1532، إبان الحكم العثماني للمنطقة، وأعيد إحلاله وتجديده سنة 1751 و2008.